# فيل نيرس
فيل نيرس (بالإنجليزية: Phil Nurse)‏ هو مُقاتل إنجليزي في موياي تاي وكيك بوكسينغ وبطل أوروبي غير مهزوم في الوزن الخفيف، وبطل بريطاني مزدوج.[بحاجة لمصدر] هو المالك وكبير المدربين في وات في مانهاتن.

## وصلات خارجية
- فيل نيرس على موقع بوكس ريك (الإنجليزية) (registration required)